# 宗玄酒造
宗玄酒造株式会社（そうげんしゅぞう、英語: Sogen Sake Brewery Co., Ltd.）は、石川県珠洲市宝立町宗玄に所在する日本酒メーカー（蔵元）。

## 歴史
創業一族は能登国守護であった能登畠山氏の一族、畠山義春の末裔である。天正5年（1577年）、七尾城主を務めていた義春は上杉謙信の城攻めに遭い、一族とともに珠洲に逃れて宗玄と改称し、明和5年（1768年）に酒蔵を興した。
- 明和5年（1768年） - 珠洲（現在の珠洲市宝立町）にて創業。
- 1997年（平成9年） - 杜氏に坂口幸夫を迎え入れる。
- 1998年（平成10年） - 平成蔵を新設。
- 2013年（平成25年） - 本社裏にある隧道蔵を天然貯蔵庫とする。
- 2018年（平成30年）- 皇太子徳仁が蔵元および所有する貯蔵トンネルを行啓訪問[1]。
- 2024年（令和6年） - 1月1日に発生した能登半島地震により出荷用酒瓶が多数損傷したほか、貯蔵トンネルの出入口が土砂崩れで埋没する被害[2]。同年1月15日に酒造りの工程を再開[3]。

## 特色
小仕込み、低温発酵、奥能登軟水仕込み、使用する酒米の品種厳選を特長としている。酒造りには能登杜氏が従事しており、現在は坂口幸夫が杜氏を務めている。坂口は能登杜氏四天王と呼ばれた波瀬正吉にも師事していた。
2011年（平成23年）3月11日の東日本大震災後、のと鉄道能登線の廃止区間にある旧恋路駅に近い宗玄隧道（宗玄トンネル、約130メートル）を買い取り、中央部の80メートルを津波に備えた製品保護と味の熟成のため、酒蔵として活用している。宗玄の酒を6本以上購入してオーナーとなり管理費を払えば、一般客も酒を預けることができる。
旧恋路駅はそのロマンチックな名称ゆえに廃線後も観光客が多いことから、宗玄酒造はトンネルと旧恋路駅間の約300メートルに線路を再敷設して、2013年（平成25年）4月1日から奥能登トロッコ鉄道（愛称「のトロ」）と呼ばれるトロッコ（軌道自転車）を走らせている。

## 評価
全国新酒鑑評会で計19回の金賞を受賞している。2012年（平成24年）9月から2013年（平成25年）2月の間、ANA国際線ファーストクラス乗客用の酒としても採用された。

## 主な商品
- 宗玄
  - 大吟醸 Samurai King
  - 純米大吟醸 Samurai Queen
  - 純米大吟醸 玄心

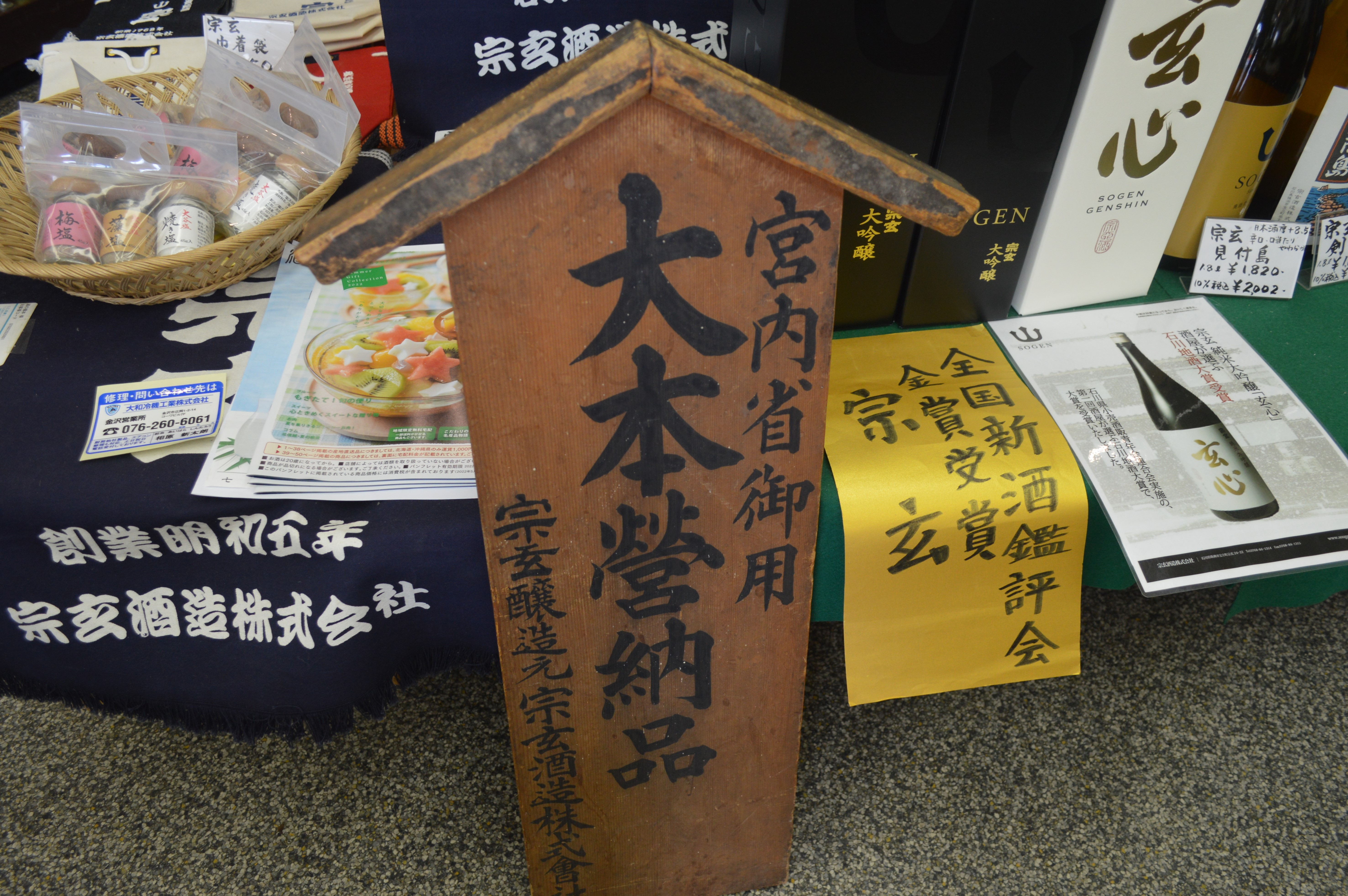
宗玄酒造の商品

  - 純米吟醸 Samurai Princess
  - 純米酒 Samurai Prince
  - 能登乃国 純米酒
  - 純米石川門
  - 上撰
  - 剣山
  - しぼりたて生原酒
  - SOGEN 01
- 隧道蔵貯蔵酒シリーズ
  - 隧道蔵 上撰
  - 隧道蔵 剣山
  - 隧道蔵 純米酒

## 所在地
- 本社
  - 〒927-1225 石川県珠洲市宝立町宗玄24-22
- 金沢営業所
  - 〒921-8045 石川県金沢市大桑1丁目1番